# Dimensions in Time
Dimensions in Time – specjalny, charytatywny crossover pomiędzy serialem science-fiction Doktor Who, a operą mydlaną EastEnders. Crossover podzielono na dwie części, które wydano kolejno 26 i 27 listopada 1993. Pomimo iż produkcja serialu Doktor Who została zawieszona w 1989 roku, to odcinek wydano specjalnie w 1993, jako upamiętnienie 30-lecia istnienia serialu. Inną przyczyną stworzenia tego crossovera była pomoc finansowa realizowana dla organizacji charytatywnej Children in Need, prowadzonej przez BBC.

## Fabuła

### Część pierwsza
Rani otwiera dziurę czasu dzięki której ma dostęp do linii czasu Doktora. Celem Rani jest przechwycenie wszystkich wcieleń Doktora do pętli czasowej, zatrzymując ich w londyńskiej dzielnicy East End. Rani zatrzymała już w ten sposób pierwszego i drugiego Doktora. Czwarty Doktor powiadamia o zagrożeniu ze strony Rani swoje pozostałe wcielenia.
Pierwszym wcieleniem, którego Rani wysyła do East End jest Siódmy Doktor wraz z towarzyszącą mu Ace. Początkowo Doktor myśli, że TARDIS zaprowadził ich do Chin. Dopiero po chwili odkrywają, że trafili do 1973 roku niedaleko Cutty Sark. Zanim Doktor i jego towarzyszka zdążają wysunąć więcej wniosków, Ace zostaje nagle przeniesiona do Szóstego Doktora do Albert Square w roku 1993. Gdy Sanjay próbuje sprzedać Ace płaszcz, Gita mówi, że to będzie modne za rok. W tym czasie Rani sprawia, że czas się zmienia.
Nagle pojawia się Trzeci Doktor wraz z Mel. Postanawiają się zapytać Pauline Fowler i Kathy Beale, który jest rok. One odpowiadają, że jest rok 2013. W tym momencie czas się zmienia na 1973 rok i pojawia się Szósty Doktor wraz z Susan. Towarzyszka jest zdezorientowana, ponieważ nie wie co się stało z Pierwszym Doktorem. Po raz kolejny czas się zmienia. Tym razem pojawia się Sara Jane, która rozmawia z jedną z postaci EastEnders. W tłumie zauważa Trzeciego Doktora i podbiega do niego. On mówi jej że są w 2013.
Po raz kolejny czas się zmienia i ujawniają się Piąty Doktor wraz z Nyssą i Peri. Tym razem cała trójka jest ostrzeliwana m.in. przez Cybermena, Ogrona, Fifi, Siluriana czy Władcę Czasu z Gallifrey posłanych przez Rani. Doktor i jego towarzyszki uciekają do parku, lecz po drugiej stronie zastają Rani...

### Część druga
Piąty Doktor i towarzyszki zmieniają się w Trzeciego Doktora wraz z Liz Shaw. Rani przejmuje kontrolę nad umysłem Liz. Uwagę Rani odwraca Mandy Salter, a w tym czasie podjeżdża Mike Yates, który strzela do wroga. Rani ucieka z miejsca wydarzenia, a Mike zawozi Doktora do Brygadiera. Tam Doktor zmienia się z Trzeciego w Szóstego.
W tym samym czasie w garażu Phil i Grant znajdują Romanę, która szuka Doktora. Rani przechwytuje ją, gdy przechodzi koło Queen Vic, na oczach Franka Butchera.
W 1973 Trzeci Doktor wyjaśnia Victorii Waterfield kim jest Rani. Po tym jak weszli do TARDIS znowu czas się zmienia i wychodzi Siódmy Doktor, który od razu po wyjściu znajduje Leelę. Wraz z nią wpada na pomysł stworzenia komputera, dzięki któremu uzyska dostęp do pętli czasu, a także uratuje Pierwszego i Drugiego Doktora w dziury czasu oraz wycofa wcielenia doktorów i towarzyszy z pętli czasowej. To wszystko wykonuje po zmianie w której Leela zmienia się w Ace i K9.

## Produkcja
| Odcinek          | Data premiery     | Czas | Oglądalność (w milionach) |
| ---------------- | ----------------- | ---- | ------------------------- |
| „Część Pierwsza” | 26 listopada 1993 | 7:34 | 13,8                      |
| „Część Druga”    | 27 listopada 1993 | 5:27 | 13,6                      |
| [ 1 ] [ 3 ]      |                   |      |                           |

- The Dimensions Of Time i 3-Dimensions Of Time to dwa propozycje do tytułu tego crossoveru[1]. Davidowi Rodenowi udało się jednak przekonać producenta do aktualnej nazwy.
- Oryginalny pomysł dotyczył m.in. UNITu oraz bitwy pomiędzy organizacją a Cybermanami. Tytuł zaproponowany przez pomysłodawcę jakim był David Roden brzmiał Destination: Holocaust. Oficjalnie zrezygnowano z tego pomysłu głównie ze względu na zbyt za duży budżet projektu jaki David Roden zaproponował.
- Dimensions in Time było jednym z niewielu programów BBC w tamtym czasie, który był dostępny w jakości 3D. Okulary przeznaczone do tej jakości były sprzedawane w sklepach dla publiczności, a zyski ze sprzedaży trafiały do Children in Need.
- Pierwotnie Dalekowie również mieli się pokazać w crossoverze, lecz twórca ich nie zgodził się z powodu sporu o płatności.
- Wszyscy aktorzy i ekipa produkcyjna pracowali bezpłatnie i nie brali dla siebie zysku.

### Obsada
- Jest to ostatni występ Jona Pertwee w roli Trzeciego Doktora – zmarł trzy lata później.
- Jest to ostatni występ telewizyjny Toma Bakera w roli Czwartego Doktora, lecz nie ostatni w ogóle. Przez lata brał udział w audycjach radiowych o Doktorze Who produkcji Big Finish Productions. W 2013 roku wystąpił w odcinku Dzień Doktora (ang. The Day of the Doctor) jako Kurator.
- Peter Davison powrócił do roli Piątego Doktora 14 lat później, w odcinku charytatywnym dla Children in Need pt. Time Crash, gdzie wystąpił wraz z Davidem Tennantem. Davison, podobnie jak Tom Baker, również występował później w audycjach radiowych o Doktorze Who.
- Jest to ostatni występ telewizyjny Colina Bakera jako Szóstego Doktora. Poza telewizją aktor brał udział również w audycjach radiowych.
- Sylvester McCoy powrócił do roli Siódmego Doktora 3 lata później, w filmie telewizyjnym.
- Był to jedyny raz kiedy Nicholas Courtney, grający Brygadiera oraz Colin Baker, grający Szóstego Doktora spotkali się w telewizyjnej wersji Doktora Who. Postacie spotykały się również w audycjach radiowych produkowanych przez Big Finish Productions.
- Następny występ telewizyjny, a zarazem ostatni Nicholasa Courtneya w roli Brygadiera miał miejsce w 2008 roku, w serialu Przygody Sary Jane w odcinku Wróg Bane’ów.
- W lutym 1993 roku Sophie Aldred wystąpiła gościnnie w EastEnders jako Suzi. W Dimensions in Time wystąpiła jako towarzyszka Doktora – Ace.